# MM Logistik
MM LOGISTIK ist eine Fachmedienmarke der Vogel Communications Group für Anwender intralogistischer Produkte und Verfahren in Industrie, Handel und im Dienstleistungsgewerbe.

## Fachmagazin
MM LOGISTIK erscheint seit 2002 mit einer verbreiteten Auflage von 14.859 Exemplaren (IVW 1/2020). Mit sechs Ausgaben plus vier Specials pro Jahr umfasst das redaktionelle Spektrum die sechs Hauptthemen Fördertechnik, Lagertechnik, Verpackungstechnik, Distribution, IT und Management und begleitet die wichtigsten Events der Branche. MM LOGISTIK erscheint in der Unternehmensgruppe Vogel Communications Group. Die Redaktion hat ihren Sitz in Würzburg.

## Zugehörige Medien
Seit Juli 2009 erscheint ein täglicher Branchennewsletter. Des Weiteren wird eine Informationswebsite betrieben.